# Iván Pláček
Iván Pláček (?, 1926. november 2. – ?, 1991. szeptember 2.) szlovák nemzetközi labdarúgó-játékvezető.

## Pályafutása

### Nemzetközi játékvezetés
A Csehszlovák labdarúgó-szövetség Játékvezető Bizottsága (JB) 1967-ben terjesztette fel nemzetközi játékvezetőnek, a Nemzetközi Labdarúgó-szövetség (FIFA) bíróinak keretébe. Több nemzetek közötti válogatott és klubmérkőzést vezetett vagy partbíróként tevékenykedett. A csehszlovák nemzetközi játékvezetők rangsorában, a világbajnokság-Európa-bajnokság sorrendjében többedmagával a 11. helyet foglalja el 3 találkozó szolgálatával. Az aktív nemzetközi játékvezetéstől 1974-ben búcsúzott.

#### Világbajnokság
Kettő világbajnoki döntőre vezető úton Mexikóba a IX., az 1970-es labdarúgó-világbajnokságra, valamint Németországba a X., az 1974-es labdarúgó-világbajnokságra a FIFA JB bíróként alkalmazta.
| Időpont             | Helyszín                     | Mérkőzés típusa           | Mérkőzés                | Eredmény | Nézők száma |
| ------------------- | ---------------------------- | ------------------------- | ----------------------- | -------- | ----------- |
| 1969. szeptember 7. | Śląski Stadion, Chorzów      | előselejtező (8. csoport) | Lengyelország–Hollandia | 2 : 1    | 70 220      |
| 1973. november 18.  | Vasil Levski Stadion, Szófia | előselejtező (6. csoport) | Bulgária–Ciprus         | 2 : 0    | 17 400      |

#### Európa-bajnokság
Az európai torna döntőjéhez vezető úton Belgiumba a IV., az 1972-es labdarúgó-Európa-bajnokságra az UEFA JB játékvezetőként foglalkoztatta.
| Időpont            | Helyszín                    | Mérkőzés típusa           | Mérkőzés            | Eredmény | Nézők száma |
| ------------------ | --------------------------- | ------------------------- | ------------------- | -------- | ----------- |
| 1971. november 14. | Qemal Stafa Stadion, Tirana | előselejtező (8. csoport) | Albania–Törökország | 3 : 0    | 18 159      |